# Bittó Dénes
Sárosfai Bittó Dénes (Budapest, 1876. október 26. - Mosonmagyaróvár, 1961.) földbirtokos, politikus, főispán, országgyűlési képviselő.

## Élete
Szülei Bittó Kálmán (1820-1897) és Bartal Teréz (†1923). Nagybátyja Bittó István (1822-1903) miniszterelnök, nagyapja Bittó Benő (1786-1844) Pozsony vármegye első alispánja.
Budapesten a piarista főgimnáziumban végzett, majd két jogi szemesztert Genfben és Heidelbergben hallgatott. 1902-ben a Budapesti Egyetemen jogtudor lett. Letette az ügyvédi vizsgát és a budapesti ügyvédi kamara tagja lett.
Politikai pályára lépett, Bártfán Andrássy Gyula hívének vallva magát a kerület megválasztotta Bujanovics Gyula szabadelvű párti volt képviselő ellenében. 1905-től országgyűlési képviselő, 1906–1910 között Pozsony vármegye főispánja volt. Pozsony megye törvényhatósági bizottságának virilis tagja volt.
A csehszlovák államfordulat után sárosfai birtokán gazdálkodott. 1919-ben Pozsony megye ideiglenes törvényhatósági bizottságának tagja lett. Fontos szerepe volt az Országos Keresztényszocialista Párt létrehozásában. 1920-ban a később betiltott Szlovenszkói Magyar Népszövetség másodelnöke, 1923-tól Pozsony nagymegye megyei képviselője. 1925-ben az ún. érsekújvári egyezmény megkötése után meghalt Petrogalli Oszkár, s Lelley Jenő környezete felfüggesztette őt pártbeli funkciója alól, ami az egyezség felborulásához és az OKP ellenzékének felülkerekedéséhez vezetett. 1925-től a Szlovenszkói és Ruszinszkói Szövetkezett Ellenzéki Pártok Közös Bizottságának elnöke lett.
Az 1930-as években fokozatosan elvesztette meghatározó szerepét az ellenzéki magyar politikában. A második világháború után Magyarországon élt visszavonultan.
Felesége Mattiasich Elma, gyerekeik Kálmán, Margit és István voltak. Bittó Ignác örököseinek 1784-es emlékkövét sárosfai kúriájának udvarán állíttatta fel.